# Dirk Vijnck
Dirk J. I. Vijnck, né le 22 août 1972 à Saint-Trond est un homme politique belge flamand, membre de la Lijst Dedecker.
Il quitta la Lijst Dedecker le 20 avril 2009 pour l'OpenVLD, après que Jean-Marie Dedecker avait fait fouiller la vie privée du ministre OpenVLD Karel De Gucht par un détective privé, mais y retourna le 4 mai 2009, après que son départ ait causé la suppression de la dotation au LDD, mettant potentiellement 10 collaborateurs sur la touche.
Il est ouvrier.

## Fonctions politiques
- Député fédéral du 10 juin 2007 au 6 mai 2010.